# پورتریت رکوردز
پورتریت رکوردز (انگلیسی: Portrait Records) یک ناشر موسیقی آمریکایی خواهر اپیک رکوردز و بعداً کلمبیا رکوردز بود که در سال ۱۹۷۶ آغاز به کار کرد.